# Венеди
Вене́ди, венди, венети, венти, вінди (лат. Venedi, Veneti, Venethi, Venethae, грец. Ούενέδοι; іноді Енети від грец. Ενετοί; нім. Wenden) — найдавніша назва слов'ян, під якою вони згадуються в античних джерелах. Територія, яку населяли венеди, охоплювала широкі простори від Балтійського моря до Карпат і від Одри до Дніпра. З венедами науковці пов'язують зарубинецьку культуру, називаючи як «пізньозарубинецькі племена»; з київською культурою; з частиною слов'ян черняхівської культури та зубрицької культури.
Середньовічна німецька збірна назва (венди, вінди) всіх сусідніх німцям слов'ян. До теперішнього часу назва закріпилась за полабськими слов'янами і у вужчому значенні — за лужицькими сербами і кашубами. Історично полабські слов'яни утворювали три племінних союзи: лужичани (сорби) на півдні, лютичі (вільці, веліти) в центральних областях і бодричі (ободрити, ререги) на північному заході.

## Історія
Античні автори розміщували венедів поблизу Балтійського моря й річки Вісли у сусідстві з германськими народами (Пліній Старший, Птоломей). Геродот (V століття до н. е.), перелічуючи племена прибалтійських земель, називає венетів як «енетів».
У I–II століттях н. е. венеди згадуються у творах Плінія Старшого, Клавдія Птолемея, Публія Корнелія Тацита, пізніше — у творах історика Йордана, у Пейтингерових таблицях тощо. За Тацитом венеди мешкали на півночі та сході Карпатських гір; на сході від лугіїв, готів та естів; на півночі від сарматів, «між певкінами та феннами». Пейтингерова таблиця локалізує венедів і в пониззі річки Дунаю.
Птоломей відносив венедів до числа «дуже великих племен», що посідають землі «вздовж усієї Венедської затоки», як у ті часи називали Балтійське море.
Венедам доводилось вести війни проти Риму, готів, гунів, аварів та інших племен. Відомо, що римський імператор Волузіан (III ст. н. е.) за перемогу над венедами одержав титул «венедського». Проте, встановити своє панування над венедами римлянам не вдалося.
У IV ст. н. е. венеди були підкорені готами.
Історик Йордан вказує, що в VI ст. венедів частіше називали антами і склавінами, але, разом з тим, він перелічує сучасних венедам антів і склавінів як три окремі групи племен, котрі походять «з одного кореня» (див. «Слов'янські племена»).
У VI ст. н. е. через стрімке розселення венедів назва «венеди» залишилася за представниками дзедзицької археологічної культури (див. укри-велети, вагри-варяги, рароги-бодричі та інші полабські слов'яни). Їхнє державне утворення німці називали Вендланд (нім. Wendland), а самі вони називали — Славія.
До пізнього середньовіччя серед фінів та германців для визначення ними взагалі слов'ян, що жили по сусідству, використовували стародавню назву венеди (див. «Прабатьківщина слов'ян»). Безпосередні нащадки венедів були основою для етногенезу східних, західних і південних слов'ян.
Середньовічна німецька збірна назва всіх сусідніх німцям слов'ян. До теперішнього часу назва закріпилась за полабськими слов'янами і в вужчому значенні — за лужицькими сербами і кашубами. Історично полабські слов'яни утворювали три племінних союзи: лужичани (сорби) на півдні, лютичі (вільці, веліти) в центральних областях і бодричі (ободрити, ререги) на північному заході.
У Середньовічних європейських джерелах володарів Вендської держави називали король венедів. Коли 1185 року, король Данії Кнуд VI захопив балтійське узбережжя та підкорив короля венедів Богуслава I, він додав до своєї титулатури також й титул короля венедів.

## Культура та побут
Венеди жили родовим ладом, який був на стадії розкладу. Відомі городища і невеликі неукріплені поселення венедів, що належали спільнотам або родовим групам, а також могильники з трупоспаленнями.
Венеди займалися землеробством, скотарством, а також мисливством, рибальством, збиральництвом. Високого рівня венеди досягли у видобуванні та обробці металу, гончарстві та інших галузях виробництва. Але процес відокремлення ремесла від сільського господарства був на початковій стадії. У венедів була розвинута торгівля, існувала військова організація. Свідченням цього є знахідки зброї в похованнях.
Зокрема, Тацит у праці «Германія» писав про венедів, що вони вміють будувати гарні будинки, знають військовий порядок та дисципліну, добре озброєні і хоробро воюють.

## Класифікація
В історії прийнятий поділ венетів відповідно їх місця, куди вони мігрували:

- Адріатичні венети
- Поморські венети
- Бретонські венети
- Фракійські венети